# Dịch Vĩ
Dịch Vĩ (chữ Hán: 奕緯; 16 tháng 5, 1808 - 23 tháng 5, 1831), Ái Tân Giác La, là Hoàng trưởng tử của Thanh Tuyên Tông Đạo Quang Đế.

## Cuộc đời
Dịch Vĩ ra đời vào giờ Mùi, ngày 21 tháng 4 (âm lịch), năm Gia Khánh thứ 13 (1808), ông là con trai cả của Đạo Quang Đế và Hòa phi Na Lạp thị. Thời điểm đó, cha ông còn là Hoàng nhị tử của Gia Khánh Đế, còn Na Lạp thị là Cách cách. Nhờ sinh trưởng tử, Na Lạp thị được thăng hiệu Trắc Phúc tấn, nhưng không ban thưởng gì thêm.
Dịch Vĩ là Hoàng trưởng tôn của Gia Khánh Đế nên được ông nội thập phần yêu thương. Năm Gia Khánh thứ 24 (1819), Dịch Vĩ được phong hiệu Bối lặc (貝勒) khi chỉ mới 11 tuổi.
Trái lại, tuy là con trai cả, Dịch Vĩ không nhận được sự sủng ái từ cha. Đạo Quang Đế cho rằng đứa con này đã huỷ hoại thanh danh của ông. Có thuyết nói rằng, Đạo Quang Đế cay nghiệt Dịch Vĩ vì bản thân ông là Đích trưởng tử do Hiếu Thục Duệ Hoàng hậu sinh ra, trong khi Na Lạp thị chỉ là thị thiếp, Dịch Vĩ chẳng qua cũng chỉ là Thứ trưởng tử, không được danh giá như Đạo Quang Đế ngày xưa.
Năm 1820, Đạo Quang Đế lên ngôi. Dù không ưng hai mẹ con Dịch Vĩ nhưng ông vẫn miễn cưỡng sắc phong cho Trắc Phúc tấn Na Lạp thị làm Hoà tần (和嬪), một năm sau tấn phong Hoà phi (和妃). Còn Dịch Vĩ, từ sau khi Đạo Quang Đế đăng cơ, vẫn không nhận được tước hiệu gì trừ Bối lặc mà Gia Khánh Đế ban tặng.

## Qua đời
Năm Đạo Quang thứ 11 (1831), Hoàng trưởng tử Dịch Vĩ qua đời, hưởng dương 23 tuổi. Khi này, Đạo Quang Đế vô cùng hối hận, ôm quan tài của con khóc lóc thảm thiết. Một số sử sách cho rằng Dịch Vĩ qua đời do mâu thuẫn với một vị quan. Dịch Vĩ khi ấy có nói rằng: "Nếu được làm Hoàng đế, người đầu tiên ta giết chính là ông!". Điều này tới tai Đạo Quang Đế, ông đã trách mắng Dịch Vĩ khiến cho Hoàng tử u uất, sinh bệnh và qua đời. Có lẽ vì vậy mà Đạo Quang Đế thập phần ân hận.
Sau khi qua đời, Dịch Vĩ được Đạo Quang Đế ban thuỵ hiệu là Ẩn Chí (隱志). Dưới thời Hàm Phong Đế, ông được truy phong thụy hiệu đầy đủ là Ẩn Chí Quận vương (隱志郡王).
Sinh thời không có con, nên khi Hàm Phong Đế truy phong ông làm Quận vương, đã lệnh cho Tái Trị - con trai thứ năm của Dịch Kỷ (奕紀), tằng tôn của Thành Triết Thân vương Vĩnh Tinh làm con thừa tự của ông. Dịch Kỷ là con trai thứ ba của Bối lặc Miên Ý (綿懿), con thừa tự của Tuần Quận vương Vĩnh Chương.

## Gia quyến
- Nguyên phối: Qua Nhĩ Giai thị (瓜爾佳氏), con gái của Nhất đẳng công Anh Hải (英海) – hậu duệ của Phí Anh Đông và Đồ Lại.
- Kế thất: Ô Lãng Hãn thị (烏朗罕氏), con gái của Lộc Đức (祿德).
- Con thừa tự: Tái Trị (載治; 1839 - 1881), là con trai thứ năm của Dịch Kỷ (妾沈). Năm 1854 được chỉ định làm con thừa tự của Dịch Vĩ và được phong Bối lặc. Sau khi qua đời được truy thụy Cung Cần Bối lặc (恭勤貝勒). Có năm con trai.

## Phả hệ
|                                                        |                                                        |                                                        |                                                        |                                                        |                                                        |  |  |                                                                     |                                                 |                                                 |                                                 |                                                 |                                                 |  |  |                                                         |                                                         |                                                         |                                                         |                                                         |                                                         |  |  |  |  |  |  | Quá kế |  |  |  |  |  |  |  |  |  |  |  |  |  |  |  |  |  |
|                                                        |                                                        |                                                        |                                                        |                                                        |                                                        |  |  |                                                                     |                                                 |                                                 |                                                 |                                                 |                                                 |  |  |                                                         |                                                         |                                                         |                                                         |                                                         |                                                         |  |  |  |  |  |  |        |  |  |  |  |  |  |  |  |  |  |  |  |  |  |  |  |  |
|                                                        |                                                        |                                                        |                                                        |                                                        |                                                        |  |  |                                                                     |                                                 |                                                 |                                                 |                                                 |                                                 |  |  |                                                         |                                                         |                                                         |                                                         |                                                         |                                                         |  |  |  |  |  |  |        |  |  |  |  |  |  |  |  |  |  |  |  |  |  |  |  |  |
| Tuần Quận vương Vĩnh Chương 1735 - 1760                | Tuần Quận vương Vĩnh Chương 1735 - 1760                | Tuần Quận vương Vĩnh Chương 1735 - 1760                | Tuần Quận vương Vĩnh Chương 1735 - 1760                | Tuần Quận vương Vĩnh Chương 1735 - 1760                | Tuần Quận vương Vĩnh Chương 1735 - 1760                |  |  | Thành Triết Thân vương Vĩnh Tinh 1752 - 1823                        | Thành Triết Thân vương Vĩnh Tinh 1752 - 1823    | Thành Triết Thân vương Vĩnh Tinh 1752 - 1823    | Thành Triết Thân vương Vĩnh Tinh 1752 - 1823    | Thành Triết Thân vương Vĩnh Tinh 1752 - 1823    | Thành Triết Thân vương Vĩnh Tinh 1752 - 1823    |  |  | Gia Khánh Đế Ngung Diễm 1760 - 1820                     | Gia Khánh Đế Ngung Diễm 1760 - 1820                     | Gia Khánh Đế Ngung Diễm 1760 - 1820                     | Gia Khánh Đế Ngung Diễm 1760 - 1820                     | Gia Khánh Đế Ngung Diễm 1760 - 1820                     | Gia Khánh Đế Ngung Diễm 1760 - 1820                     |  |  |  |  |  |  |        |  |  |  |  |  |  |  |  |  |  |  |  |  |  |  |  |  |
| Tuần Quận vương Vĩnh Chương 1735 - 1760                | Tuần Quận vương Vĩnh Chương 1735 - 1760                | Tuần Quận vương Vĩnh Chương 1735 - 1760                | Tuần Quận vương Vĩnh Chương 1735 - 1760                | Tuần Quận vương Vĩnh Chương 1735 - 1760                | Tuần Quận vương Vĩnh Chương 1735 - 1760                |  |  | Thành Triết Thân vương Vĩnh Tinh 1752 - 1823                        | Thành Triết Thân vương Vĩnh Tinh 1752 - 1823    | Thành Triết Thân vương Vĩnh Tinh 1752 - 1823    | Thành Triết Thân vương Vĩnh Tinh 1752 - 1823    | Thành Triết Thân vương Vĩnh Tinh 1752 - 1823    | Thành Triết Thân vương Vĩnh Tinh 1752 - 1823    |  |  | Gia Khánh Đế Ngung Diễm 1760 - 1820                     | Gia Khánh Đế Ngung Diễm 1760 - 1820                     | Gia Khánh Đế Ngung Diễm 1760 - 1820                     | Gia Khánh Đế Ngung Diễm 1760 - 1820                     | Gia Khánh Đế Ngung Diễm 1760 - 1820                     | Gia Khánh Đế Ngung Diễm 1760 - 1820                     |  |  |  |  |  |  |        |  |  |  |  |  |  |  |  |  |  |  |  |  |  |  |  |  |
|                                                        |                                                        |                                                        |                                                        |                                                        |                                                        |  |  |                                                                     |                                                 |                                                 |                                                 |                                                 |                                                 |  |  |                                                         |                                                         |                                                         |                                                         |                                                         |                                                         |  |  |  |  |  |  |        |  |  |  |  |  |  |  |  |  |  |  |  |  |  |  |  |  |
|                                                        |                                                        |                                                        |                                                        |                                                        |                                                        |  |  | Bối lặc Miên Ý (綿懿) 1771 - 1809                                   | Bối lặc Miên Ý (綿懿) 1771 - 1809               | Bối lặc Miên Ý (綿懿) 1771 - 1809               | Bối lặc Miên Ý (綿懿) 1771 - 1809               | Bối lặc Miên Ý (綿懿) 1771 - 1809               | Bối lặc Miên Ý (綿懿) 1771 - 1809               |  |  | Đạo Quang Đế Miên Ninh 1782 - 1850                      | Đạo Quang Đế Miên Ninh 1782 - 1850                      | Đạo Quang Đế Miên Ninh 1782 - 1850                      | Đạo Quang Đế Miên Ninh 1782 - 1850                      | Đạo Quang Đế Miên Ninh 1782 - 1850                      | Đạo Quang Đế Miên Ninh 1782 - 1850                      |  |  |  |  |  |  |        |  |  |  |  |  |  |  |  |  |  |  |  |  |  |  |  |  |
|                                                        |                                                        |                                                        |                                                        |                                                        |                                                        |  |  | Bối lặc Miên Ý (綿懿) 1771 - 1809                                   | Bối lặc Miên Ý (綿懿) 1771 - 1809               | Bối lặc Miên Ý (綿懿) 1771 - 1809               | Bối lặc Miên Ý (綿懿) 1771 - 1809               | Bối lặc Miên Ý (綿懿) 1771 - 1809               | Bối lặc Miên Ý (綿懿) 1771 - 1809               |  |  | Đạo Quang Đế Miên Ninh 1782 - 1850                      | Đạo Quang Đế Miên Ninh 1782 - 1850                      | Đạo Quang Đế Miên Ninh 1782 - 1850                      | Đạo Quang Đế Miên Ninh 1782 - 1850                      | Đạo Quang Đế Miên Ninh 1782 - 1850                      | Đạo Quang Đế Miên Ninh 1782 - 1850                      |  |  |  |  |  |  |        |  |  |  |  |  |  |  |  |  |  |  |  |  |  |  |  |  |
|                                                        |                                                        |                                                        |                                                        |                                                        |                                                        |  |  | Trấn quốc Tướng quân Dịch Kỉ (奕紀) 1797 - 1863                     | Trấn quốc Tướng quân Dịch Kỉ (奕紀) 1797 - 1863 | Trấn quốc Tướng quân Dịch Kỉ (奕紀) 1797 - 1863 | Trấn quốc Tướng quân Dịch Kỉ (奕紀) 1797 - 1863 | Trấn quốc Tướng quân Dịch Kỉ (奕紀) 1797 - 1863 | Trấn quốc Tướng quân Dịch Kỉ (奕紀) 1797 - 1863 |  |  | Truy phong Ẩn Chí Quận vương Dịch Vĩ 1808 - 1819 - 1831 | Truy phong Ẩn Chí Quận vương Dịch Vĩ 1808 - 1819 - 1831 | Truy phong Ẩn Chí Quận vương Dịch Vĩ 1808 - 1819 - 1831 | Truy phong Ẩn Chí Quận vương Dịch Vĩ 1808 - 1819 - 1831 | Truy phong Ẩn Chí Quận vương Dịch Vĩ 1808 - 1819 - 1831 | Truy phong Ẩn Chí Quận vương Dịch Vĩ 1808 - 1819 - 1831 |  |  |  |  |  |  |        |  |  |  |  |  |  |  |  |  |  |  |  |  |  |  |  |  |
|                                                        |                                                        |                                                        |                                                        |                                                        |                                                        |  |  | Trấn quốc Tướng quân Dịch Kỉ (奕紀) 1797 - 1863                     | Trấn quốc Tướng quân Dịch Kỉ (奕紀) 1797 - 1863 | Trấn quốc Tướng quân Dịch Kỉ (奕紀) 1797 - 1863 | Trấn quốc Tướng quân Dịch Kỉ (奕紀) 1797 - 1863 | Trấn quốc Tướng quân Dịch Kỉ (奕紀) 1797 - 1863 | Trấn quốc Tướng quân Dịch Kỉ (奕紀) 1797 - 1863 |  |  | Truy phong Ẩn Chí Quận vương Dịch Vĩ 1808 - 1819 - 1831 | Truy phong Ẩn Chí Quận vương Dịch Vĩ 1808 - 1819 - 1831 | Truy phong Ẩn Chí Quận vương Dịch Vĩ 1808 - 1819 - 1831 | Truy phong Ẩn Chí Quận vương Dịch Vĩ 1808 - 1819 - 1831 | Truy phong Ẩn Chí Quận vương Dịch Vĩ 1808 - 1819 - 1831 | Truy phong Ẩn Chí Quận vương Dịch Vĩ 1808 - 1819 - 1831 |  |  |  |  |  |  |        |  |  |  |  |  |  |  |  |  |  |  |  |  |  |  |  |  |
|                                                        |                                                        |                                                        |                                                        |                                                        |                                                        |  |  |                                                                     |                                                 |                                                 |                                                 |                                                 |                                                 |  |  |                                                         |                                                         |                                                         |                                                         |                                                         |                                                         |  |  |  |  |  |  |        |  |  |  |  |  |  |  |  |  |  |  |  |  |  |  |  |  |
|                                                        |                                                        |                                                        |                                                        |                                                        |                                                        |  |  | Cung Cần Bối lặc (hàm Quận vương) Tái Trị (載治) 1839 - 1854 - 1880 |                                                 |                                                 |                                                 |                                                 |                                                 |  |  |                                                         |                                                         |                                                         |                                                         |                                                         |                                                         |  |  |  |  |  |  |        |  |  |  |  |  |  |  |  |  |  |  |  |  |  |  |  |  |
|                                                        |                                                        |                                                        |                                                        |                                                        |                                                        |  |  |                                                                     |                                                 |                                                 |                                                 |                                                 |                                                 |  |  |                                                         |                                                         |                                                         |                                                         |                                                         |                                                         |  |  |  |  |  |  |        |  |  |  |  |  |  |  |  |  |  |  |  |  |  |  |  |  |
|                                                        |                                                        |                                                        |                                                        |                                                        |                                                        |  |  | Bối tử hàm Bối lặc Phổ Luân (溥倫) 1869 - 1881 - 1927               |                                                 |                                                 |                                                 |                                                 |                                                 |  |  |                                                         |                                                         |                                                         |                                                         |                                                         |                                                         |  |  |  |  |  |  |        |  |  |  |  |  |  |  |  |  |  |  |  |  |  |  |  |  |
|                                                        |                                                        |                                                        |                                                        |                                                        |                                                        |  |  |                                                                     |                                                 |                                                 |                                                 |                                                 |                                                 |  |  |                                                         |                                                         |                                                         |                                                         |                                                         |                                                         |  |  |  |  |  |  |        |  |  |  |  |  |  |  |  |  |  |  |  |  |  |  |  |  |
|                                                        |                                                        |                                                        |                                                        |                                                        |                                                        |  |  |                                                                     |                                                 |                                                 |                                                 |                                                 |                                                 |  |  |                                                         |                                                         |                                                         |                                                         |                                                         |                                                         |  |  |  |  |  |  |        |  |  |  |  |  |  |  |  |  |  |  |  |  |  |  |  |  |
| Phụng ân Trấn quốc công Dục Tôn (毓嶟) 1894 - 1927 - ? | Phụng ân Trấn quốc công Dục Tôn (毓嶟) 1894 - 1927 - ? | Phụng ân Trấn quốc công Dục Tôn (毓嶟) 1894 - 1927 - ? | Phụng ân Trấn quốc công Dục Tôn (毓嶟) 1894 - 1927 - ? | Phụng ân Trấn quốc công Dục Tôn (毓嶟) 1894 - 1927 - ? | Phụng ân Trấn quốc công Dục Tôn (毓嶟) 1894 - 1927 - ? |  |  |                                                                     |                                                 |                                                 |                                                 |                                                 |                                                 |  |  | Dục Sùng (毓崇) 1903 - ?                                | Dục Sùng (毓崇) 1903 - ?                                | Dục Sùng (毓崇) 1903 - ?                                | Dục Sùng (毓崇) 1903 - ?                                | Dục Sùng (毓崇) 1903 - ?                                | Dục Sùng (毓崇) 1903 - ?                                |  |  |  |  |  |  |        |  |  |  |  |  |  |  |  |  |  |  |  |  |  |  |  |  |
| Phụng ân Trấn quốc công Dục Tôn (毓嶟) 1894 - 1927 - ? | Phụng ân Trấn quốc công Dục Tôn (毓嶟) 1894 - 1927 - ? | Phụng ân Trấn quốc công Dục Tôn (毓嶟) 1894 - 1927 - ? | Phụng ân Trấn quốc công Dục Tôn (毓嶟) 1894 - 1927 - ? | Phụng ân Trấn quốc công Dục Tôn (毓嶟) 1894 - 1927 - ? | Phụng ân Trấn quốc công Dục Tôn (毓嶟) 1894 - 1927 - ? |  |  |                                                                     |                                                 |                                                 |                                                 |                                                 |                                                 |  |  | Dục Sùng (毓崇) 1903 - ?                                | Dục Sùng (毓崇) 1903 - ?                                | Dục Sùng (毓崇) 1903 - ?                                | Dục Sùng (毓崇) 1903 - ?                                | Dục Sùng (毓崇) 1903 - ?                                | Dục Sùng (毓崇) 1903 - ?                                |  |  |  |  |  |  |        |  |  |  |  |  |  |  |  |  |  |  |  |  |  |  |  |  |
|                                                        |                                                        |                                                        |                                                        |                                                        |                                                        |  |  |                                                                     |                                                 |                                                 |                                                 |                                                 |                                                 |  |  |                                                         |                                                         |                                                         |                                                         |                                                         |                                                         |  |  |  |  |  |  |        |  |  |  |  |  |  |  |  |  |  |  |  |  |  |  |  |  |
|                                                        |                                                        |                                                        |                                                        |                                                        |                                                        |  |  | Hằng Viên (恒垣) 1925 - ?                                           |                                                 |                                                 |                                                 |                                                 |                                                 |  |  |                                                         |                                                         |                                                         |                                                         |                                                         |                                                         |  |  |  |  |  |  |        |  |  |  |  |  |  |  |  |  |  |  |  |  |  |  |  |  |